# Verkehrsberuhigung

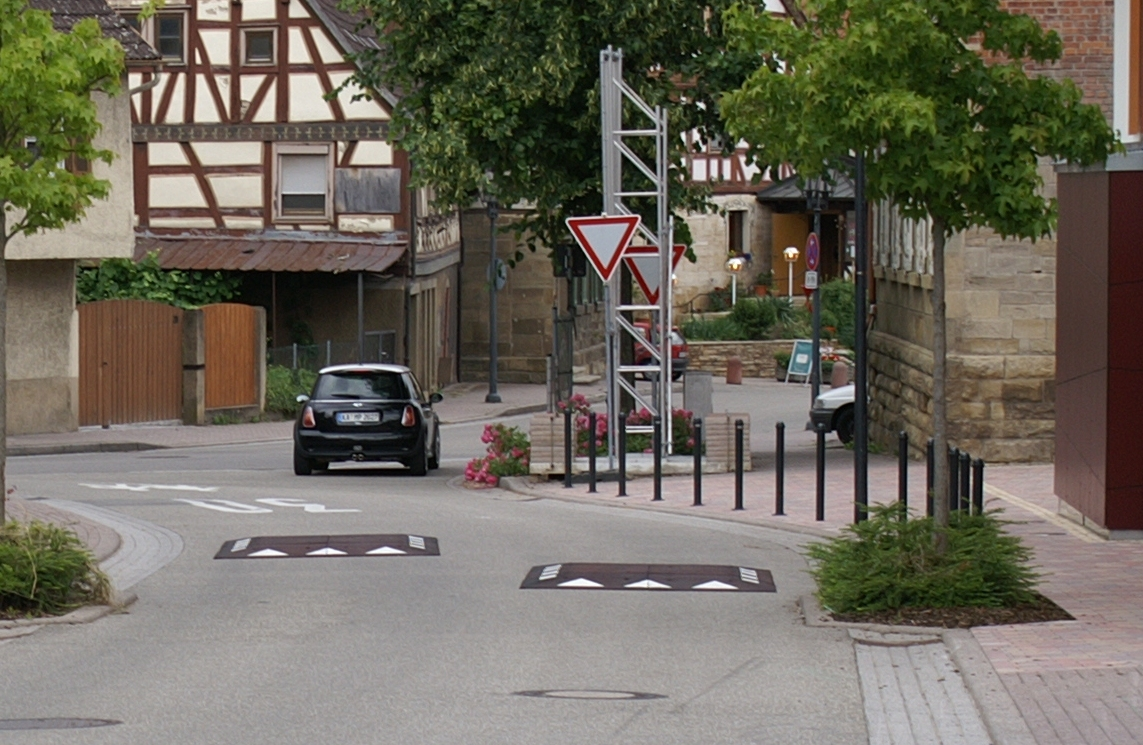
Verschiedene verkehrsberuhigende Maßnahmen im Innenstadtbereich

Verkehrsberuhigung bezeichnet Maßnahmen zur Verdrängung des quartierfremden und Verlangsamung des verbleibenden motorisierten Verkehrs, um die Verkehrssicherheit und Qualität des Wohnumfeldes zu erhöhen.

## Ziele
Die Entwicklung und Umsetzung verkehrsberuhigender Maßnahmen verfolgt die folgenden, auf den wesentlichen Kern zusammengefassten, Ziele:
1. Verbesserung der Verkehrsverhältnisse für alle Verkehrsteilnehmer
2. Verbesserung der Qualität des Wohnumfeldes
3. Verbesserung der Standortqualität von Einzelhandels- und Dienstleistungsunternehmen

Einen umfassenden Ansatz flächenhafter Verkehrsberuhigung in Verbindung mit stadtplanerischen Zielen bilden die Kiezblocks.

## Maßnahmen
Die Zahl verkehrsberuhigender Maßnahmen ist groß und oftmals auch von länderspezifischen Vorgaben und Erfahrungen abhängig. Die nachfolgende Aufstellung soll einen strukturierten Überblick über die verschiedenen Maßnahmen ermöglichen, ohne dass dabei ein Anspruch auf Vollständigkeit erhoben wird.
- Verkehrsrechtliche Maßnahmen: Verkehrsrechtliche Maßnahmen bilden ein weites Feld und reichen von der Anordnung örtlich begrenzter Geschwindigkeitsbeschränkungen bis zur Einführung von bestimmten Verkehrsregelungen, wie etwa Einbahnstraßen oder rechts vor links. Auch eine vollständige Sperrung der Straße für normale Autos zu Gunsten der Fußgänger durch Ausweisung eines Fußgängerbereiches oder des öffentlichen Nahverkehrs durch Einbau einer Busschleuse ist möglich.
- Bauliche Maßnahmen: Zu den baulichen Maßnahmen zählen alle Veränderungen an der Straße selbst. Dies umfasst beispielsweise Fahrgassenversätze (im Zusammenhang mit Blockparken), Teilaufpflasterungen und Bremsschwellen (Drempel). Oftmals werden auch die Fahrbahnen bzw. Fahrstreifen verkleinert und die Seiten- und Gehwegflächen vergrößert.
- Flächenmäßige Maßnahmen: Die Schaffung flächenmäßiger Maßnahmen wird in der Regel durch die Einrichtung von Fußgänger- und Begegnungszonen, sogenannten Wohn- oder Spielstraßen oder Tempo-30-Zonen umgesetzt. Im Gegensatz zu kleineren, linearen Eingriffen, die sich auf einzelne Straßenabschnitte beschränken, berücksichtigt die flächenhafte Verkehrsberuhigung umfassende städtebauliche und verkehrsplanerische Aspekte.[3]

## Vergleich der Maßnahmen
Verschiedene Verkehrsberuhigungsmaßnahmen können sich deutlich in Wirksamkeit, Kosten und Umsetzbarkeit unterscheiden. Vertikale Versätze, wie beispielsweise Aufpflasterungen sind besonders effektiv, mit einer Geschwindigkeitsreduktion von bis zu 23 % und einer Verringerung des Verkehrsaufkommens um 12–22 %. Sie sind zudem relativ kostengünstig umzusetzen. Horizontale Versätze, wie Fahrbahnverengungen, zeigen eine geringere, aber immer noch signifikante Wirkung mit einer durchschnittlichen Geschwindigkeitsreduktion von 4 %. Verkehrsrechtliche Maßnahmen wie Beschilderungen oder Einbahnstraßenregelungen sind zwar schnell und kostengünstig implementierbar, ihre Wirksamkeit hängt jedoch stark von der Akzeptanz und Kontrolle ab. Ganzheitliche Umgestaltungen des Straßenraumes, wie zum Beispiel der Shared-Space können soziale Interaktionen und die Standortqualität verbessern, sind aber aufgrund von größeren Umplanung und Bauarbeiten häufig kostspieliger.

## Strategien
Strategien zur Verkehrsberuhigung umfassen eine Vielzahl von Ansätzen und Maßnahmen, die darauf abzielen, den Verkehrsfluss zu verlangsamen, die Sicherheit zu erhöhen und die Lebensqualität zu verbessern. Die Wahl und Umsetzung dieser Strategien erfordert eine sorgfältige Planung und Berücksichtigung lokaler Gegebenheiten. Ein Beispiel für eine besonders zu behandelnde Situation sind Einmündungen in Wohngebieten. Aufgrund von fehlenden Wendemöglichkeiten im hochverdichteten Innenstadtbereich spielt die Strategie bei der Umsetzung von flächenhaften Verkehrsberuhigungsmaßnahmen eine essentielle Rolle. Hier liegt die Komplikation darin, den Durchgangsverkehr aus dem Wohngebiet zu leiten und gleichzeitig die Anwohneranbindung sowie Einsatzfahrzeugen und Lieferverkehr nicht einzuschränken. Aktuelle Forschungen zeigen, dass eine Kombination verschiedener Maßnahmen und eine schrittweise Implementierung besonders effektiv sein können. Im Folgenden werden einige zentrale Strategien:

### Schrittweise Implementierung
Eine effektive Strategie zur Verkehrsberuhigung ist die schrittweise Implementierung von Maßnahmen. Dieser Ansatz beginnt typischerweise mit kostengünstigen betrieblichen Lösungen (z. B. Einbahnstraßen oder Tempo-30-Zonen), die später durch bauliche Elemente (z. B. Aufpflasterungen) ergänzt werden können. Diese Methode ermöglicht es, die Wirksamkeit der Maßnahmen kontinuierlich zu evaluieren und bei Bedarf anzupassen.

### Kombination von Maßnahmen
Die Kombination verschiedener Verkehrsberuhigungsmaßnahmen kann auch besonders wirksam sein. Beispiele hierfür sind:
- Verknüpfung von Einbahnstraßenregelungen mit modalen Filtern[11]
- Kombination von vertikalen Versätzen (z. B. Aufpflasterungen) mit Zebrastreifen[12]
- Ergänzung von Geschwindigkeitsbegrenzungen durch bauliche Maßnahmen[11]

### Anwohnerbeteiligung
Die Einbindung der Anwohner in den Planungs- und Umsetzungsprozess hat sich als entscheidend für die Akzeptanz und den langfristigen Erfolg von Verkehrsberuhigungsmaßnahmen erwiesen. Partizipative Ansätze können dazu beitragen, dass die implementierten Maßnahmen den spezifischen Bedürfnissen der Gemeinschaft entsprechen. Ein erfolgreiches Beispiel, bei dem die Einbindung der Anwohner eine tragende Rolle gespielt hat, sind die Superilles in Barcelona.